# Naughty Little Doggie
Naughty Little Doggie je sólové studiové album amerického zpěváka Iggyho Popa. Vydáno bylo 5. března roku 1996 společností Virgin Records a jeho producentem byl spolu s Popem Thom Wilson. Autorem designu obalu alba je Phil Bicker, zatímco fotografie pořídili Anton Corbijn a David Sims. Píseň „Look Away“ je poctou hudebníkovi Johnnymu Thundersovi a groupie Sable Starr.

## Seznam skladeb
| Pořadí | Název             | Autor                  | Délka |
| ------ | ----------------- | ---------------------- | ----- |
| 1.     | I Wanna Live      | Whitey Kirst, Iggy Pop | 4:31  |
| 2.     | Pussy Walk        | Pop, Eric Schermerhorn | 3:47  |
| 3.     | Innocent World    | Pop                    | 3:28  |
| 4.     | Knucklehead       | Pop                    | 4:09  |
| 5.     | To Belong         | Pop                    | 4:11  |
| 6.     | Keep on Believing | Pop, Schermerhorn      | 2:29  |
| 7.     | Outta My Head     | Pop                    | 5:36  |
| 8.     | Shoeshine Girl    | Pop, Schermerhorn      | 3:50  |
| 9.     | Heart Is Saved    | Pop                    | 3:02  |
| 10.    | Look Away         | Pop                    | 5:02  |

## Obsazení
- Iggy Pop – zpěv, kytara
- Eric Schermerhorn – kytara
- Hal Cragin – baskytara, klávesy
- Toby Dammit – bicí
- Whitey Kirst – kytara